# Emenda Teller
A Emenda Teller foi divulgada em 20 de abril de 1898, pelo congresso norte-americano, através da Emenda Teller, os Estados Unidos comprometiam-se oficialmente a não anexar Cuba, nas seguintes palavras:
"The United States hereby disclaims any disposition or intention to exercise sovereignty, jurisdiction, or control over said island Cuba except for the pacification thereof, and asserts its determination when that is accomplished to leave the government and control of the island to its people."
Os cubanos, naturalmente, ficam eufóricos. A Emenda Teller não apenas reconhece sua beligerância como também sua independência. Não é de se estranhar, portanto, que os norte-americanos sejam tão bem recebidos quando de seu desembarque na ilha. Imaginam os cubanos, como coloca um deles, que a Emenda Teller representa um inquebrável e sagrado contrato tendo todo o mundo como testemunha. Martí, nessa época, já estava morto, mas seu alerta fora dado anos antes:
"Los hombres entusiastas que (…) admiran sin examen suficiente las instituciones del pueblo norteamericano [não percebem que estas mesmas instituições] (…) no han logrado impedir la conversión del yankee demócrata y universal en el yankee autoritário, codicioso y agressivo."
Infelizmente, tomados por sua empolgação, os cubanos deixam de ler as entrelinhas da emenda ou de, pelo menos, reparar nas ambigüidades gritantes contidas nos termos que grifei. Já um deputado norte-americano, anti-imperialista e perceptivo, enxerga-as tão bem que chega a votar contra a Emenda Teller - uma conduta à primeira vista no mínimo contraditória. Mas, muito pelo contrário, a longa experiência do deputado lhe indica perfeitamente o perigo que se esconde por entre aquelas linhas e ele mais tarde declara:
"I do not especially object to ambition for aggrandisement, but I think if the United States is going to be actuated by ambition she ought to say so, and not say she is actuated by philanthropy. I think hypocrisy is a vastly worse vice than ambition or greed of territory."
Apesar do caráter a princípio benevolente com a causa cubana, a Emenda Teller é fruto de uma motivação econômica: o Senado pelo Colorado, Henry Teller, propôs esta resolução basicamente para assegurar os interesses do açúcar do Oeste americano. No final do século XIX, às vésperas da Guerra Hispano-Americana e da Emenda Teller, o oeste americano sofreu o boom do açúcar e, devido a isto, para assegurar que a produção do oeste americano - a partir da beterraba - jamais competisse no mercado interno com a produção cubana - mais barata e feita a partir da cana - os senadores representantes destes interesses do oeste, capitaneados pelo Senador Henry Teller, propuseram a Emenda Teller, assegurando assim a economia de suas regiões.